# Мухабран
Мухабран (словен. Muhabran) — поселення в общині Требнє, регіон Південно-Східна Словенія, Словенія.